# Andrew Stevens

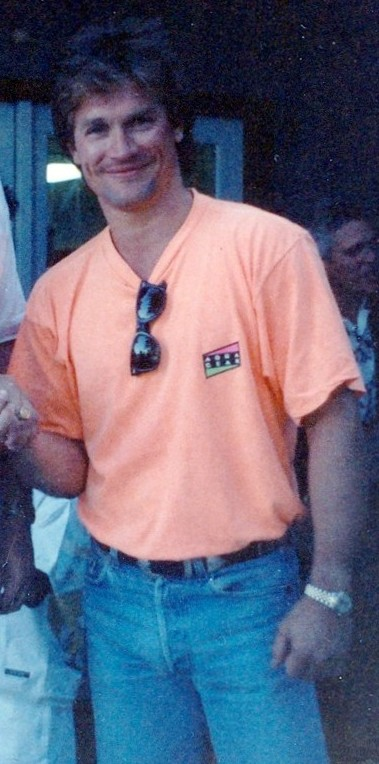
Andrew Stevens (1981)

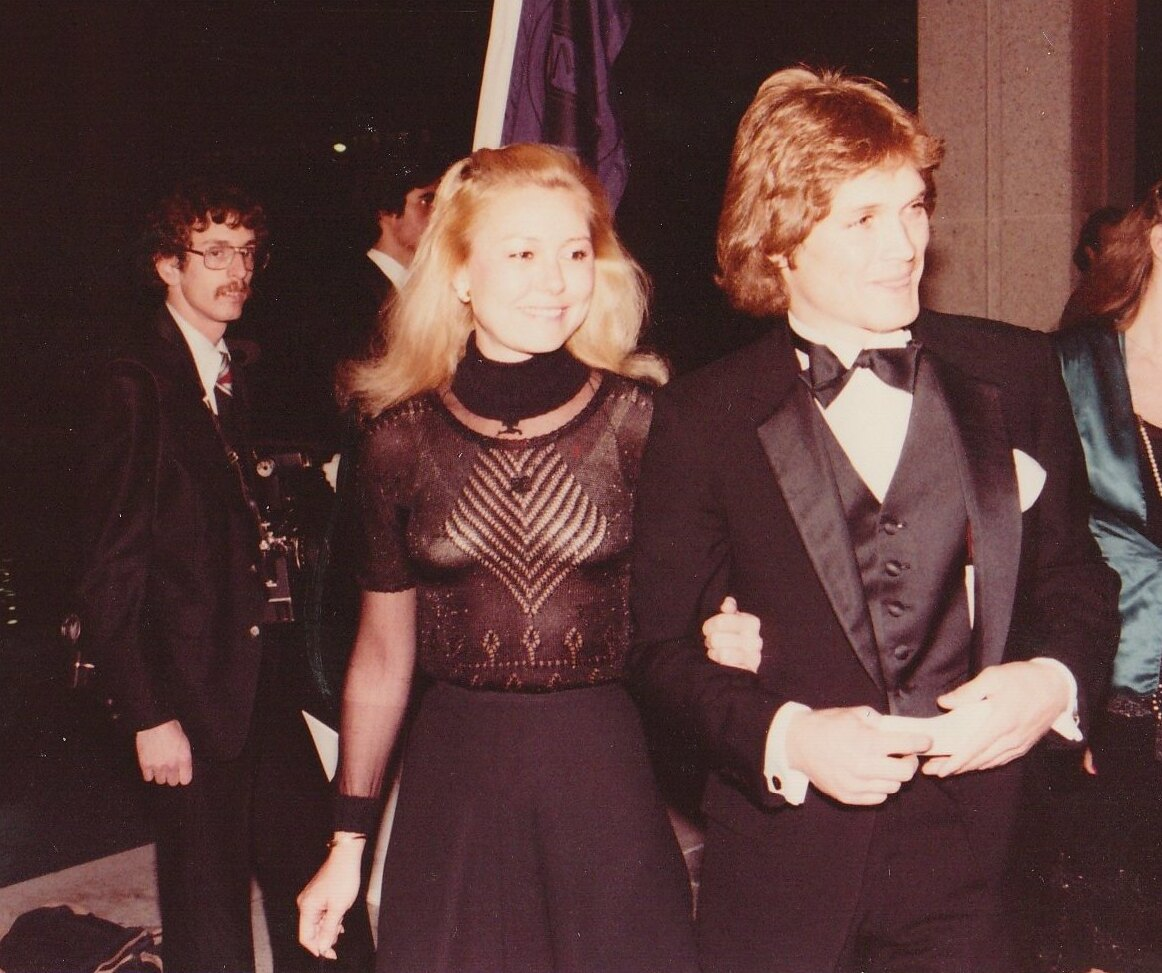
Andrew Stevens mit Begleitung 1981 beim Filmex Tribute für Elizabeth Taylor

Andrew Stevens (* 10. Juni 1955 in Memphis, Tennessee) ist ein US-amerikanischer Filmproduzent, Schauspieler und Regisseur.

## Leben
Andrew Stevens, Sohn der Schauspielerin Stella Stevens, wirkt vor allem an B-Movies mit, sowohl als Regisseur, Produzent und Schauspieler. So arbeitete er mit Darstellern wie Michael Dudikoff, Dolph Lundgren und Steven Seagal zusammen. Häufig produzierte er Filme des Regisseurs Fred Olen Ray.
In seiner Laufbahn als Produzent hat er über 100 Filme produziert. Seit 2003 ist seine eigene Firma, die Stevens Entertainment Group aktiv und produzierte zahlreiche Filme mit unter anderem Steven Seagal und Wesley Snipes.
Zwischen 1997 und 2002 war Stevens der Vorsitzende der Franchise Pictures, die in Zusammenarbeit mit Warner Bros. Filme wie Keine halben Sachen herausbrachte.
Von 1978 bis 1980 war er mit der Schauspielerin Kate Jackson verheiratet. Später heiratete er Robyn Stevens, zusammen haben sie drei Kinder.

## Filmografie (Auswahl)

### Als Produzent
- 1996: Time Under Fire
- 1997: Steel Sharks – Überleben ist ihr Ziel (Steel Sharks)
- 1998: Tycus – Tod aus dem All
- 1998: Fallout – Gefahr aus dem All (Fallout)
- 1999: A Murder of Crows – Diabolische Versuchung (A Murder of Crows)
- 1999: Crash Dive II (Counter Measures)
- 1999: Der Prophet
- 1999: The Big Kahuna – Ein dicker Fisch (The Big Kahuna)
- 2000: Mercy – Die dunkle Seite der Lust
- 2000: Jill Rips
- 2000: Keine halben Sachen (The Whole Nine Yards)
- 2000: Battlefield Earth – Kampf um die Erde
- 2000: Auggie Rose
- 2000: The Art of War
- 2000: Agent Red – Ein tödlicher Auftrag
- 2001: Crime is King (3000 Miles to Graceland)
- 2001: The Caveman’s Valentine
- 2001: Stranded – Operation Weltraum
- 2001: Das Versprechen
- 2001: Heist – Der letzte Coup
- 2001: Plan B
- 2002: City by the Sea
- 2002: Avenging Angelo
- 2002: Halbtot – Half Past Dead (Half Past Dead)
- 2003: Final Examination
- 2003: The Foreigner – Der Fremde
- 2004: Blessed – Kinder des Teufels (Blessed)
- 2004: Method – Mord im Scheinwerferlicht (Method)
- 2004: Keine halben Sachen 2 – Jetzt erst recht! (The Whole Ten Yards)
- 2005: A Sound of Thunder
- 2005: 7 Sekunden (7 Seconds)
- 2005: The Marksman – Zielgenau
- 2006: The Detonator – Brennender Stahl
- 2006: Shadow Man – Kurier des Todes
- 2007: Halb tot 2 – Das Recht des Stärkeren
- 2007: Missionary Man
- 2007: Walking Tall: The Payback (Walking Tall 2)
- 2007: Walking Tall: Lone Justice (Walking Tall 3)
- 2010: Alraune – Die Wurzel des Grauens (Mandrake, Fernsehfilm)

### Als Schauspieler
- 1976: Massaker in Klasse 13 (Massacre at Central High)
- 1977: Panik in der Sierra Nova (Day of the Animals)
- 1978: Die Boys von Kompanie C. (The Boys in Company C)
- 1978: Teufelskreis Alpha
- 1982: Tele-Terror (The Seduction)
- 1982: Liebe einen Sommer lang (Forbidden Love, Fernsehfilm)
- 1983: Ein Mann wie Dynamit (10 to Midnight)
- 1984: Mord ist ihr Hobby: Der Studienfreund/1989 der Privatdedektiv (zwei Episoden der Fernsehserie)
- 1987–1989: Dallas (Fernsehserie)
- 1989: Good Night Hell (The Terror Within)
- 1990: Columbo: Niemand stirbt zweimal (Murder in Malibu, Fernsehreihe)
- 1994: Heiß-Kalter Mord (Body Chemistry III: Point of Seduction)
- 1994: Munchie – Der witzige Außerirdische (Munchie Strikes Back)
- 1997: The Shooter – Der Scharfschütze (The Shooter)
- 1999: Active Stealth
- 2004: Pursued – Ein Headhunter kennt keine Gnade
- 2005: The Foreigner: Black Dawn
- 2009: Fire from Below – Die Flammen werden dich finden (Fire from Below)
- 2010: Monster Worms – Angriff der Monsterwürmer (Mongolian Death Worm)

### Als Regisseur
- 1994: Scorned (unter anderem mit Shannon Tweed)
- 1995: Mind Storm
- 1996: Virtual Combat
- 1997: Crash Dive
- 1998: White Raven – Diamant des Todes (The White Raven)
- 2009: Fire from Below – Die Flammen werden dich finden (Fire from Below)